# Theridiosoma genevensium
Theridiosoma genevensium är en spindelart som först beskrevs av Brignoli 1972.  Theridiosoma genevensium ingår i släktet Theridiosoma och familjen strålspindlar.
Artens utbredningsområde är Sri Lanka. Inga underarter finns listade i Catalogue of Life.